# Gisella Donadoni
Pour les articles homonymes, voir Donadoni.
Gisella Donadoni, née le 3 mars 1968 à Bergame (Italie), est une actrice et productrice de cinéma Italienne.

## Biographie
Après des débuts dans le mannequinat, elle commence une carrière de comédienne dans les années 1990. Le succès arrive douze ans plus tard quand elle interprète Regina dans le téléfilm de Mediaset Vivere qui lance sa carrière cinématographique. 
Elle devient l’un des visages de la chaîne de télévision Mediaset, dirigeant divers programmes et soirées, notamment Unomania (it) (1994), avec Federica Panicucci (it). 
Gisella Donadoni est la marraine honoraire du Festival del Cinema Nuovo dont le president est Pupi Avati.

## Télévision
- TG Bergamo Bergamo TV : montage journalistique, puis présentatrice du journal télévisé
- Unomania Italia 1 : présentatrice avec Federica Panicucci
- Soldi : chronique économico-financière, co-autrice et présentatrice
- Money : chronique économico-financière, co-autrice et présentatrice
- A casa Loro (talk show) : co-autrice et présentatrice économique

## Filmographie
- 2015 : Matrimonio al Sud (Luisella) de Paolo Costella.
- 2018 : Bene ma non benissimo (Professeur de mathématiques) de Francesco Mandelli.
- 2018 : Un ennemi qui te veut du bien (Angela Stefanelli) de Denis Rabaglia, avec Diego Abatantuono[3].